# 邸飛虎
邸飞虎（1769年—1819年），又名允亭，字赐拜，直隸定州（今河北省定州市）子位村人。清朝武状元。
邸飞虎十三岁弃文习武。乾隆五十九年（1794年），考取恩科第二名武举。次年会试、殿试联捷，钦点一甲第一名进士，授头等侍卫，在清门行走三年。嘉庆四年（1799年），授广西提标后营游击，历升中营参将、融怀营参将、浔州协副将、广西平乐协副将。嘉庆十六年诰奉武功将军。累官湖北黄州协副将。嘉庆二十年（1815年），任郧阳镇总兵。嘉庆二十四年（1819年）在黄州病逝。道光四年（1824年），安葬于邸氏祖茔。